# Follainville-Dennemont
Follainville-Dennemont è un comune francese di 1 869 abitanti situato nel dipartimento degli Yvelines nella regione dell'Île-de-France.

## Società

### Evoluzione demografica
Abitanti censiti